# Ньюгейтская тюрьма

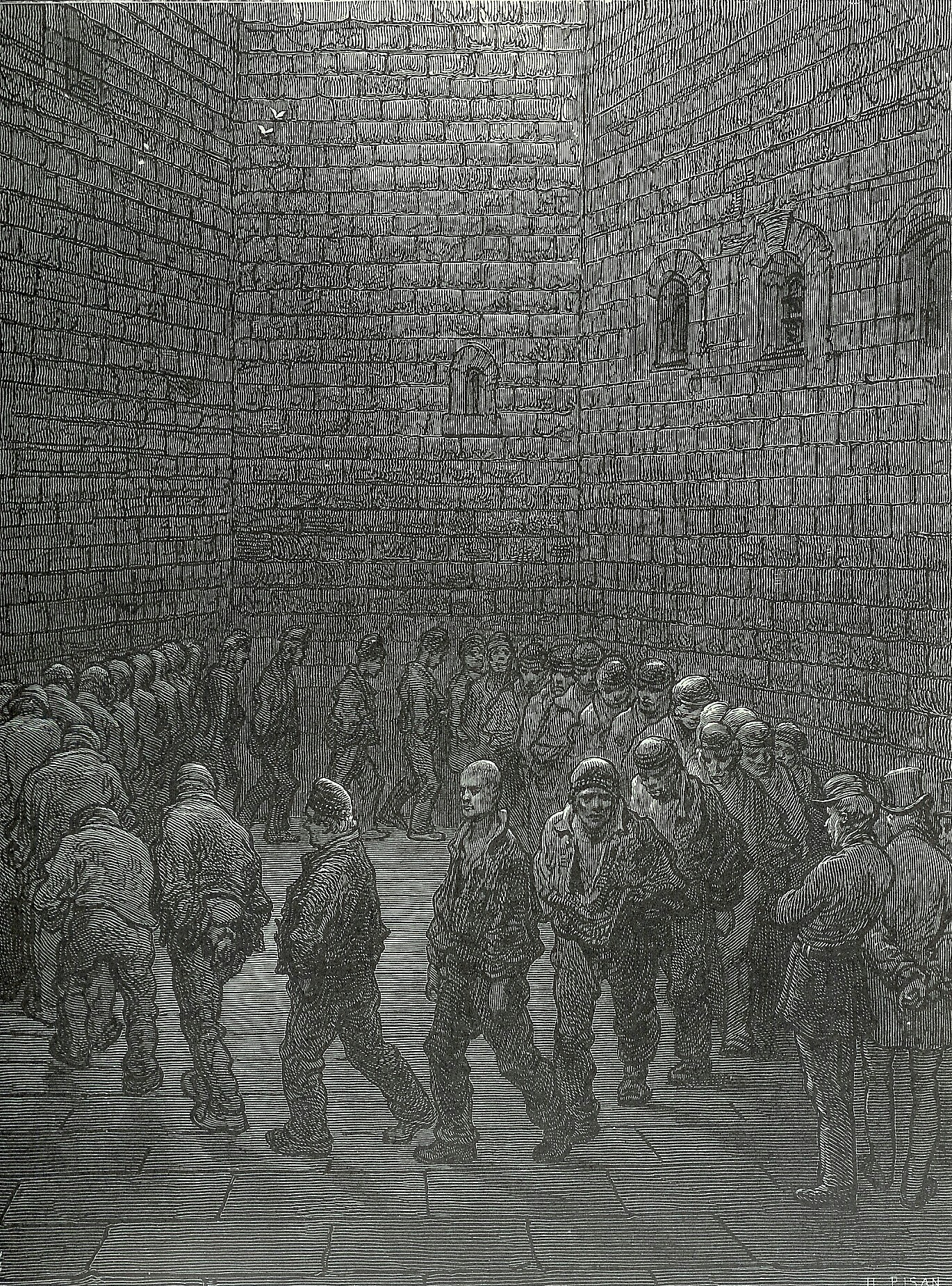
Прогулка заключённых во дворе Ньюгетской тюрьмы. Гравюра Г. Доре (1872)

Ньюгетская тюрьма (Newgate Prison) — главная тюрьма Лондона на протяжении 700 лет, с 1188 по 1902 годы. Расположена была у северных, или Новых, ворот лондонского Сити, в непосредственной близости от уголовного суда Олд-Бейли, откуда в тюрьму перевозили приговорённых к смертной казни.

## История
Среди узников Ньюгетской тюрьмы были такие достойные люди, как Томас Мэлори, написавший «Смерть Артура», и Уильям Пенн, чьим именем назван штат Пенсильвания. Казанова попал в Ньюгет за двоежёнство, Дефо — за распространение сатирических памфлетов, а Бен Джонсон — за дуэль с другим актёром. Дверь камеры, где провёл последние дни перед казнью ирландский архиепископ Оливер Планкетт (впоследствии причисленный к лику святых), ныне выставлена в католическом храме города Дроэда как священная реликвия.

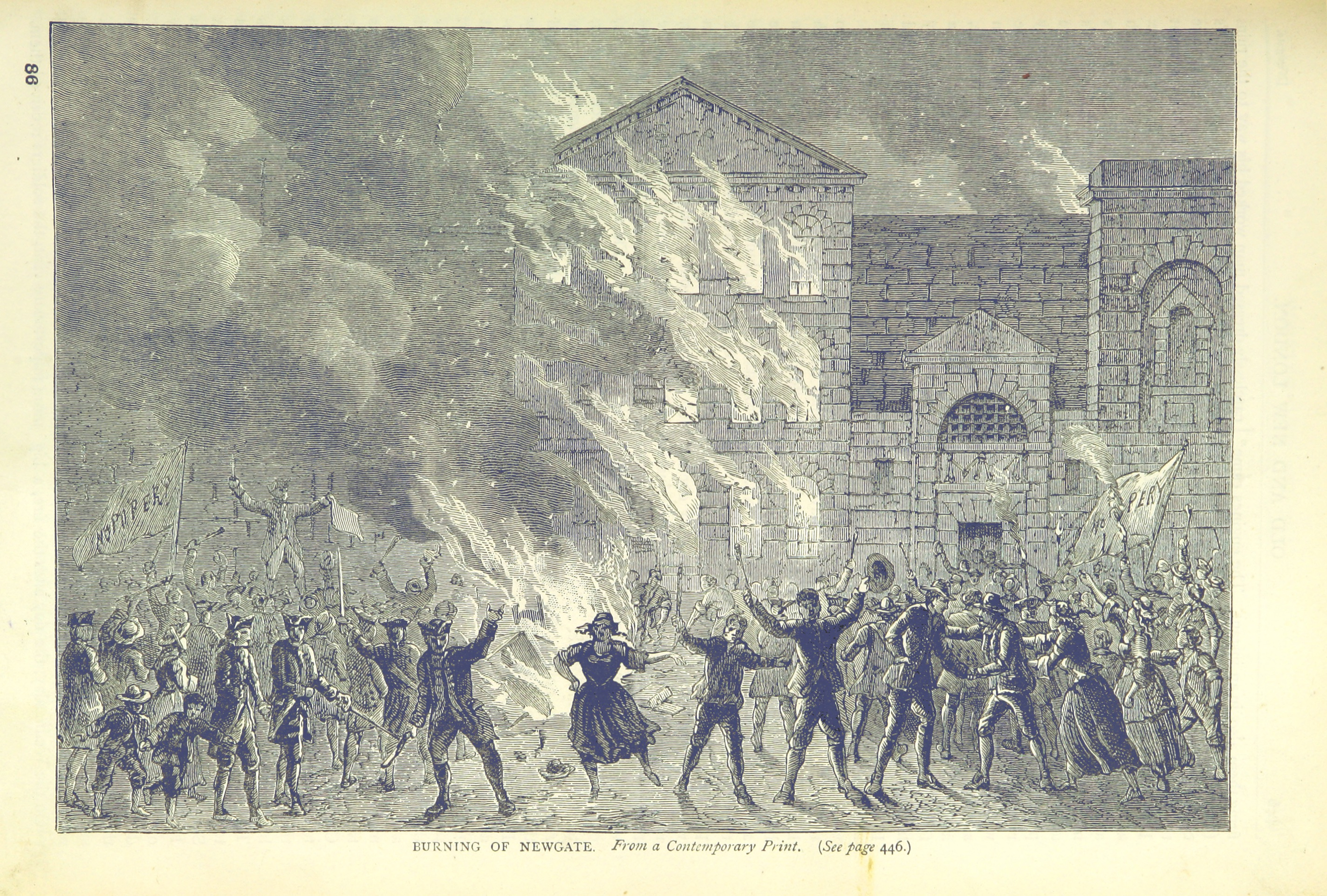
Сожжение бунтовщиками Ньюгейтской тюрьмы в 1780 г. Литография 1873 года

Средневековое здание, заложенное ещё основателем династии Плантагенетов, к XVIII веку перестало удовлетворять требованиям безопасности. Например, взломщик Джек Шеппард, прежде чем быть вздёрнутым в 1724 году, сумел трижды бежать из Ньюгейта. В 1770-е годы старинная тюрьма была снесена и на её месте Джордж Данс выстроил новую, где «приличные» заключённые и «сброд» были разведены по разным корпусам. Через два года после завершения строительства разразился бунт лорда Гордона. Тюрьму подожгли, 300 узников вырвались на свободу, остальные задохнулись в дыму.

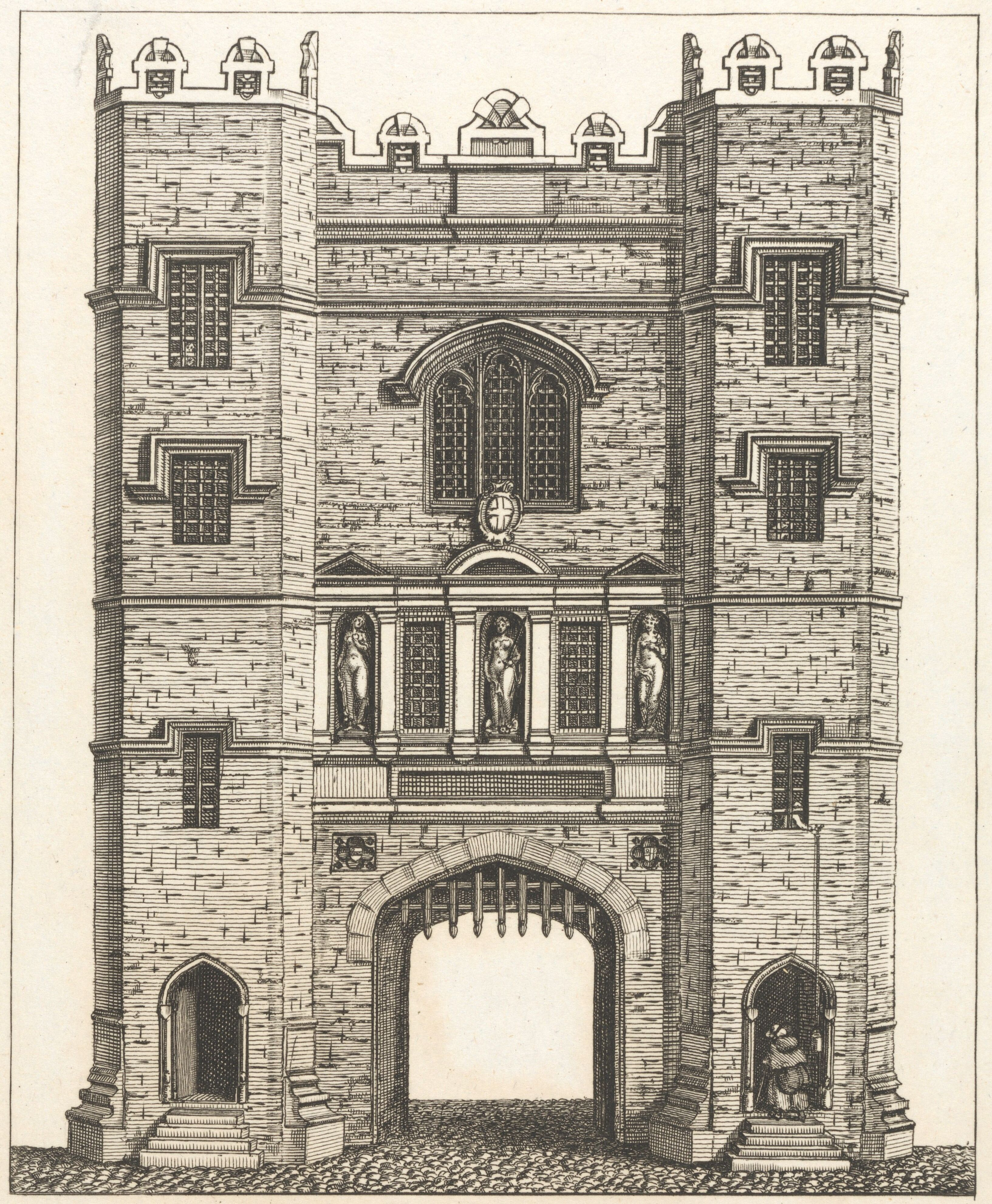
Средневековые ворота Ньюгейт, снесённые в 1777 году

В 1783 году к стенам Ньюгейтской тюрьмы из Тайберна был перенесён знаменитый лондонский эшафот. Поглазеть на расправу с преступниками стекались толпы городского люда. Только в 1868 году под давлением общественного мнения исполнение смертных приговоров было перенесено внутрь тюрьмы и закрыто для посещения публики. Колокол, который возвещал о начале казни, ныне выставлен под стеклом в близлежащей церкви Гроба Господня на Холборне.
Городские власти ограничивали доступ в тюрьму посторонним. Для того, чтобы нанести визит к заключённому, требовалось личное разрешение лорда-мэра Лондона. Знаменитая филантропистка Элизабет Фрай (1780—1845) была потрясена условиями, в которых содержались в тюрьме женщины и дети. Собранные ею материалы произвели такое впечатление на Палату общин, что было принято решение разделить огромные залы на камеры, а в 1902 году тюрьма и вовсе была снесена. На её месте было построено новое здание уголовного суда Олд-Бейли.

## Известные заключённые
- Элизабет Адкинс
- Казанова
- Томас Мэлори
- Даниель Дефо
- Бен Джонсон
- Уильям Аддис

## В культуре
- Ужасающие условия, в которых содержались заключённые Ньюгейта, описаны Диккенсом в «Очерках Боза», «Оливере Твисте», «Барнеби Радже» и «Больших надеждах».
- В Ньюгейте родилась «убийца, потаскуха и воровка» Молль Флендерс из одноимённого романа Даниеля Дефо.
- В книге «Свобода Маски» Роберта Маккаммона главный герой Мэтью Корбетт ожидает вынесения приговора в Ньюгейте. Там же он встречается с писателем Дефо. В романе «Голос ночной птицы» этого же автора один из главных злодеев сидел в Ньюгейте.
- В фильме Планкетт и Маклейн главные герои отбывают наказание в Ньюгейте. Съёмки этого эпизода проходили в Пласком монастыре, в Чехии.